# Список правителів Бургундського графства (Франш-Конте)
Пфальцграф Бургундський — титул правителя середньовічного Вільного Бургундського графства (з 1366 — Франш-Конте), що розташовувалось на території сучасної французької провінції Франш-Конте. Первинно правитель графства мав титул графа. Проте 1037 року імператор Конрад II призначив графа Ренальда I своїм намісником (пфальцграфом) Бургундії. В результаті цей титул закріпився за нащадками Ренальда.

## Архграфи Верхньої Бургундії
- 867–870: Ед I де Труа (пом. 871), граф Варе 859–870, Портуа з 867–870, граф де Труа 852–858, 867–870
- 870–895: Родфруа, архграф
- 921–952: Гуго Чорний (бл. 890 — 17 грудня 952), герцог Бургундії з 923/936, граф Варе та Портуа з 914, архграф з 921
- 952–956: Жильбер де Вержі (пом. 956), герцог Бургундії з 952, граф де Шалон з 924
- 956–965: Лето II (пом. 965), граф Макону з 945
- 965–982: Обрі II (пом. до 982), граф Макону з 965

## Графи Бургундії

### Іврейська династія

Герб Бургундського графства до XIII століття

- 982–1026: Оттон-Вільгельм (бл. 958—21 вересня 1026), граф Неверський (980–989), Безансонський (982–1026), Маконський (982–1006), 1-й граф Бургундії з 982, претендент на герцогство Бургундія у 1002–1005

## Пфальцрафи Бургундії

### Іврейська династія
- 1026–1057: Ренальд I (бл. 990—4 вересня 1057), граф Бургундії з 1027, син Отто-Гільйома
- 1057–1087: Вільгельм I Великий (бл. 1024—12 листопада 1087), граф Бургундії з 1057, граф Макона з 1078, син Рено I
- 1087–1097: Ренальд II (бл. 1056–1097), граф Макона з 1085, Бургундії з 1087, син Гільйома I

| - 1097–1125: Вільгельм II Німецький (вбито після 3 січня 1125), граф Бургундії з 1098, Макона та Вьєнна з 1097, син Ренальда II - 1125–1127: Вільгельм III Дитя (бл. 1110–1127), граф Бургундії, Макона та Вьєнна з 1125, син Гільйома II | - 1097–1102: Стефан I Хоробрий (бл. 1057—27 травня 1102), граф Макона з 1085, Вьєнна з 1087, титулярний пфальцграф Бургундії з 1097, син Вільгельма I - 1102–1148: Ренальд III (бл. 1090—22 січня 1148), граф Макона з 1102, титулярний граф Бургундії 1102–1127, граф Бургундії з 1127, син Стефана I |

- 1148–1184: Беатриса I (бл. 1145—15 листопада 1184), графиня Бургундії з 1148, дочка Ренальда III

чоловік: Фрідріх I Барбаросса

### ДинастіяГогенштауфен
| № | Правитель & Співправитель | Роки правління                               | Роки життя                           | Герб | Примітки                                                          |
| - | ------------------------- | -------------------------------------------- | ------------------------------------ | --- | ----------------------------------------------------------------- |
| ' | Оттон I & Фрідріх         | 15 листопада 1184 — 14 січня 1201 (16 років) | літо 1270 — 14 січня 1201 (30 років) | | Правив спільно з батьком. Син Беатриси I та її чоловіка Фрідріха. |
| ' | Іоанна I                  | 14 січня 1201 — 1205 (4 роки)                | 1191 — 1205 (14 років)               | Дочка Оттона I та його дружини Маргарити (графині Блуа). Успадкувала Бургундію у віці 9 років. Правила під регентством матері.                                                       |                                                                   |
| ' | Беатриса II & Оттон II    | 1205 — 7 травня 1231 (15/16 років)           | 1193 — 7 травня 1231 (40 років)      | Герцогиня-консорт Меранії Графиня-консорт Андексу Маркграфиня-консорт Істрії. Правила спільно з чоловіком. Дочка Оттона I та його дружини Маргарити (графині Блуа), сестра Іоанни I. |                                                                   |

### Андекська династія
| № | Правитель & Співправитель | Роки правління                             | Роки життя                              | Герб | Примітки |
| - | ------------------------- | ------------------------------------------ | --------------------------------------- | ---- | --- |
| ' | Оттон III                 | 7 травня 1231 — 19 червня 1248 (17 років)  | 1208 — 19 червня 1248 (39/40 років)     |      | Герцог Меранії (Оттон II) Граф Андексу (Оттон VIII) Маркграф Істрії (Оттон II) Син Беатриси II та її чоловіка Оттона II. |
| ' | Аліса & Гуго Філіпп I     | 19 червня 1248 — 8 березня 1279 (30 років) | бл. 1218 — 8 березня 1279 (бл. 61 року) |      | Графиня-консорт Савої Правила спільно з чоловіками. Дочка Беатриси II та її чоловіка Оттона II.                          |

### Іврейська династія(вдруге)
| № | Портрет | Правитель & Співправитель | Роки правління                             | Роки життя                                | Герб | Примітки |
| - | ------- | ------------------------- | ------------------------------------------ | ----------------------------------------- | ---- | --- |
| ' |         | Оттон IV                  | 8 березня 1279 — 17 березня 1303 (24 роки) | бл. 1240 — 17 березня 1303 (бл. 63 років) |      | Син Аліси I та її першого чоловіка Гуго |
| ' |         | Іоанна II & Філіпп II     | 17 березня 1303 — 21 січня 1330 (26 років) | 15 січня 1292 — 21 січня 1330 (38 років)  |      | Графиня Артуа (Іоанна I) Королева-консорт Франції та Наварри Графиня-консорт Пуатьє Дочка Оттона IV та його другої дружини Матильди (графині Артуа). |

### ДинастіяКапетингів
| № | Портрет | Правитель & Співправитель | Роки правління                                | Роки життя                                     | Герб | Примітки |
| - | ------- | ------------------------- | --------------------------------------------- | ---------------------------------------------- | ---- | --- |
| ' |         | Іоанна III & Ед           | 21 січня 1330 — 10/15 серпня 1347 (17 років)  | 1/2 травня 1308 — 10/15 серпня 1347 (39 років) |      | Графиня Артуа (Іоанна II) Герцогиня-консорт Бургундії Правила спільно з чоловіком. Дочка Іоанни II та її чоловіка Філіппа II. Дружина герцога Бургундії Еда IV. |
| ' |         | Філіпп III                | 15 серпня 1347 — 21 листопада 1361 (14 років) | 1246 — 21 листопада 1361 (15 років)            |      | Герцог Бургундії (Філіпп I) Граф Артуа (Філіпп I) Граф Оверні (Філіпп I) Граф Булоні (Філіпп I) Онук Іоанни III та її чоловіка Еда. Син Філіппа Бургундського та його дружини Іоанни I (графині Оверні). Чоловік майбутньої пфальцграфині Маргарити II. Помер в юності, від чуми. |
| ' |         | Маргарита I               | 21 листопада 1361 — 9 травня 1382 (20 років)  | 1309 — 9 травня 1382 (72/73 роки)              |      | Графиня Артуа (Маргарита I) Графиня-консорт Фландрії, Неверу і Ретеля. Дочка Іоанни II, сестра Іоанни III. |

### ДинастіяДамп'єрр
| № | Портрет | Правитель & Співправитель | Роки правління                                    | Роки життя                                 | Герб | Примітки |
| - | ------- | ------------------------- | ------------------------------------------------- | ------------------------------------------ | ---- | --- |
|   |         | Людовик                   | 9 травня 1382 — 30 січня 1384 (1 рік і 8 місяців) | 25 жовтня 1330 — 30 січня 1384 (53 роки)   |      | Граф Фландрії (Людовик II) Граф Неверу (Людовик III) Граф Ретеля (Людовик II) Граф Артуа (Людовик II) Син Маргарити I та її чоловіка Людовика I (графа Фландрії) |
|   |         | Маргарита II & Філіпп IV  | 30 січня 1384 — 16 березня 1405 (21 рік)          | 13 квітня 1350 — 16 березня 1405 (54 роки) |      | Графиня Фландрії (Маргарита III) Графиня Неверу (Маргарита I) Графиня Ретеля (Маргарита I) Графиня Артуа (Маргарита II) Герцогиня-консорт Бургундії (двічі) Пфальцграфиня-консорт Бургундії Графиня-консорт Оверні, Булоні та Артуа. Дочка Людовика та його дружини Маргарити Брабантської. Вдова Філіппа III. Вдруге вийшла заміж за Філіппа II (герцога Бургундії). |

## ДинастіяВалуа, (Бургундська гілка)
- 1405–1419 : Іоанн I Безстрашний (1371–1419), герцог Бургундії з 1404, граф Фландрії й Артуа з 1405, граф Невера 1384–1404
- 1419–1467 : Філіп V Добрий (1396–1467), герцог Бургундії, граф Фландрії й Артуа з 1419, маркграф Намюру з 1429, герцог Брабанту й Лімбурга з 1430, граф Ено, Голландії та Зеландії з 1432, герцог Люксембургу з 1443, син Іоанна I.
- 1467–1477 : Карл I Сміливий (1433–1477), герцог Бургундії, Брабанту, Лімбурга, Люксембургу, граф Фландрії, Артуа, Ено, Голландії, Зеландії, маркграф Намюру з 1467, герцог Гелдерна з 1473, син Філіпа III
- 1477–1482 : Марія I (1457–1482), герцогиня Бургундії, Брабанту, Лімбурга, Люксембургу, Гельдерна, графиня Фландрії, Артуа, Ено, Голландії, Зеландії, маркграфиня Намюру, дочка Карла I (чоловік: імператор Максиміліан I)

## Габсбурги
- 1477–1482 : Максиміліан I (1459–1519), імператор Священної Римської імперії з 1486 р, ерцгерцог Австрії, герцог Штирії, Каринтії та Крайни (1493–1519), чоловік Марії Бургундської
- 1482–1506 : Філіп VI Вродливий (1478–1506), король Кастилії з 1504 (Філіп I), герцог Бургундії з 1482, син Максиміліана I та Марії Бургундської
- 1506–1555 : Карл II (1500–1558), імператор Священної Римської імперії (Карл V) 1519–1555, король Іспанії (Карл I) 1516–1556, ерцгерцог Австрії, герцог Штирії, Каринтії та Крайни, граф Тіролю 1519–1521, герцог Бургундії тощо 1506–1555, син Філіпа I
- 1555–1598 : Філіп VII (1527–1598), король Іспанії (Філіп II) з 1556, король Португалії, герцог Бургундії з 1555, син імператора Карла V
- 1598–1621 : Ізабелла Клара Євгенія (1566–1633), герцогиня Брабанту, Лімбурга, Гелдерна й Люксембургу, графиня Бургундії, Артуа, Геннегау, маркграфиня Намюра з 1598, дочка короля Філіпа II
  - 1598–1621 : Альбрехт Австрійський (1559–1621), чоловік Ізабелли;
- 1621–1665 : Філіп VIII (1605–1665), король Іспанії (Філіп IV), герцог Брабанту тощо з 1621, король Португалії 1621–1640, онук короля Філіпа II
- 1665–1678 : Карл III (1661–1700), король Іспанії (Карл II), герцог Брабанту тощо, син короля Філіпа IV

1678 року за Німвегенським миром Франш-Конте перейшло до Марії-Терезії Австрійської та Людовика XIV, короля Франції. Після Війни за іспанську спадщину 1715, графство було остаточно приєднано до Франції.